# Otter Rock
Otter Rock az Amerikai Egyesült Államok északnyugati részén, Oregon állam Lincoln megyéjében elhelyezkedő önkormányzat nélküli település.
Nevét a tengeri vidráknak egykor otthont adó szikláról kapta. 2020-ban népessége körülbelül 202 fő volt.

## Éghajlat
A település éghajlata mediterrán (a Köppen-skála szerint Csb). Évente 2083 mm csapadék hull, a napsütéses napok száma pedig évente 157.

## Rezervátum
Otter Rock és Beverly Beach között fekszik a térség legkisebb vízi rezervátuma; a megfigyelés 2010-ben kezdődött, 2012-ben pedig halászati korlátozásokat vezettek be. A 3,1 km2-nyi terület északi részén árapálymedencék találhatóak. Különféle moszatok, kagylók, tengeri csillagok, halak, fókák, szellőrózsák, polipok és cserepeshéjúak élnek itt. A megfigyelést az Oregoni Állami Egyetem és a Kaliforniai Egyetem Santa Cruz-i campusának munkatársai végzik.

## Fordítás
- Ez a szócikk részben vagy egészben  az   Otter Rock, Oregon című angol Wikipédia-szócikk ezen változatának fordításán alapul.  Az eredeti cikk szerkesztőit annak laptörténete sorolja fel. Ez a jelzés csupán a megfogalmazás eredetét és a szerzői jogokat jelzi, nem szolgál a cikkben szereplő információk forrásmegjelöléseként.